# Samoa Americana nos Jogos Olímpicos de Verão de 2000
A Samoa Americana participou dos Jogos Olímpicos de Verão de 2000 em Sydney, Austrália.

## Desempenho

### Tiro com arco
Masculino
| Atleta       | Evento     | Fase de Ranking | Fase de Ranking | Fase de 64              | Fase de 32             | Oitavas                | Quartas                | Semifinais             | Final                  | Final       |
| Atleta       | Evento     | Placar          | Chave           | Adversário e resultado  | Adversário e resultado | Adversário e resultado | Adversário e resultado | Adversário e resultado | Adversário e resultado | Posição     |
| ------------ | ---------- | --------------- | --------------- | ----------------------- | ---------------------- | ---------------------- | ---------------------- | ---------------------- | ---------------------- | ----------- |
| Kuresa Tupua | Individual | 419             | 64º             | KOR J. Yong-Ho D 98-172 | Não avançou            | Não avançou            | Não avançou            | Não avançou            | Não avançou            | Não avançou |